# Miguel Ángel Casanova
Miguel Ángel Casanova Díaz (nació el 24 de octubre de 1980 en Tuxtla Gutiérrez, Chiapas) es un exfutbolista y entrenador mexicano; se desempeñaba como delantero.
Hijo del exfutbolista Miguel Ángel Casanova Velasco (Estudiantes de Chiapas, Ángeles de Puebla, Atlante, Irapuato, Querétaro FC y Correcaminos de la UAT) y hermano del también exjugador Leonardo Casanova Díaz.

## Trayectoria

### Futbolista
Inició su andar en el fútbol profesional con los Guerreros del Atlético Chiapas en la Segunda División de México. En 1999, siendo estudiante de la UNACH, fue convocado para representar a México en la Universiada Mundial de Mallorca en España, llegando a disputar los 4tos. de final de dicho certamen. En el 2000, fue fichado por C. D. Guadalajara, llegando a Nacional Tijuana, filial de las Chivas Rayadas en la Primera División 'A'.
Fue registrado con Jaguares de Chiapas para el Apertura 2002. Con los Naranjas debutó en la Primera División de México, el 11 de enero del 2003, enfrentando a Tigres en el Estadio Universitario, en partido correspondiente a la Jornada 1 del Clausura 2003; el encuentro finalizó 3-0 a favor de los Universitarios.
Su único gol en el Máximo circuito lo consiguió el 13 de noviembre del 2004, en la derrota como local en el Estadio Víctor Manuel Reyna, 1-3 ante los Diablos Rojos del Toluca; en aquella ocasión ingresó en lugar de José de Jesús Gutiérrez. Permaneció con el conjunto Chiapaneco durante seis Temporadas (2002-2008), pero llegó a tener mayor actividad con Jaguares B y/o Petroleros de Salamanca, cuadros filiales en la Primera División 'A'.
En el Apertura 2008 llegó a los Tiburones Rojos de Coatzacoalcos; en el Clausura 2009 militó con Albinegros de Orizaba, para luego ser fichado por el Irapuato, donde logró establecerse dos Temporadas. El primer semestre del 2011, llegó a Los Reboceros de La Piedad.
Durante la Temporada 2011-2012, participó con Peñarol La Mesilla en la Liga Nacional de Guatemala; al concluir el ciclo, se retiró.

### Entrenador
Del 2013 al 2015, dirigió a Mezcalapa F.C. en la Tercera División de México.
Durante la Temporada 2018-2019, fungió como Director técnico de los Ocelotes de la Universidad Autónoma de Chiapas en la Serie B de México, teniendo como sede la ciudad de San Cristóbal de las Casas. En el verano del 2020 fue contratado para dirigir a Cafetaleros de Chiapas en la Serie A de México; ocupó el cargo hasta el 1 de diciembre del 2022, para pasar a desempeñar labores administrativas en el club. Bajo el mando de Casanova el equipo logró el subcampeonato de la categoría en el Clausura 2022. 
En el verano del 2023, Jorge Luis Escandón Hernández, director general del COBACH, encabezó el acto donde se presentó el equipo Estudiantes del COBACH FC, institución que militaría en el Grupo II de la Liga TDP, a partir de la Temporada 2023-2024 y teniendo a Miguel Ángel Casanova Díaz, como Director técnico.

## Clubes

### Futbolista
| Club                           | País      | Año           | Partidos | Goles |
| ------------------------------ | --------- | ------------- | -------- | ----- |
| Jaguares de Chiapas            | México    | 2002-2008     | 16       | 1     |
| Jaguares de Tapachula (Cárnet) | México    | 2004-2005     | 22       | 10    |
| Salamanca (Cárnet)             | México    | 2005-2007     | 53       | 13    |
| Jaguares de Tapachula (Cárnet) | México    | 2007-2008     | 32       | 11    |
| Coatzacoalcos                  | México    | Apertura 2008 | 9        | 0     |
| Orizaba                        | México    | Clausura 2009 | 11       | 1     |
| Irapuato                       | México    | 2009-2010     | 5        | 0     |
| La Piedad                      | México    | Clausura 2011 | 4        | 0     |
| Peñarol La Mesilla             | Guatemala | 2011-2012     | 43       | 15    |

### Entrenador
| Club                      | País   | Año       |
| ------------------------- | ------ | --------- |
| Mezcalapa FC              | México | 2013-2015 |
| Ocelotes UNACH            | México | 2018-2019 |
| Cafetaleros de Chiapas    | México | 2020-2022 |
| Estudiantes del COBACH FC | México | 2023-Act. |

## Estadísticas

### Futbolista
| Competencia                   | Partidos | Goles |
| ----------------------------- | -------- | ----- |
| Primera División de México    | 16       | 1     |
| Liga de Ascenso de México     | 134      | 35    |
| Primera División de Guatemala | 43       | 15    |
| Total                         | 193      | 51    |